# 笹野雄太郎
笹野 雄太郎（ささの ゆうたろう、1876年（明治9年）8月1日 - 1954年（昭和29年）3月21日）は、日本の政治家（広島市会議員）、広島県多額納税者、実業家、缶詰製造・精米業。国文学者・笹野堅の父。

## 経歴
静岡県人・笹野甚四郎の長男。父・甚四郎は缶詰製造・精米業を営む。1914年、父の跡を継ぎ、呉・佐世保などに工場を増設、旭牛肉缶詰の名を高めた。1928年、家督を相続した。
広島女子商業初代理事長、広島物産社長、芸備鉄道監査役、広島段原東浦三等郵便局長などをつとめた。

## 人物
笹野雄太郎について、『商工資産信用録 第33回 中国四国版』には「職業・米穀、缶詰、陸海軍用達、調査年月・1932年7月、正身身代・O、信用程度・B」とある。
貴族院多額納税者議員選挙の互選資格を有した。教育功労者として賞勲局より紺綬褒章を授けられた。
趣味は長唄。住所は広島市段原東浦、同市段原新。本籍は静岡県志太郡藤枝町、あるいは広島県。

## 栄典
- 1925年10月24日 - 紺綬褒章[14]
  - 1924年5月、静岡県立志太中学校建築費金1万円を寄付する[14]。

## 家族・親族
笹野家
- 父・甚四郎（1853年 - 1928年、共盛銀行頭取[4]、藤相鉄道社長[7]、缶詰製造・精米業[8]、資産家[15]） - 住所は静岡市紺屋町[4][7]。広島市段原町に甚四郎が経営する旭缶詰製造所精米所の工場がある[16]。
- 継母・てる（1879年 - ?、静岡、杉本大治郎の妹）[7]
- 妻・たけ（1882年 - ?、東京士族、藤平重資の三女[4]、藤平純三の養妹[9]）
- 長男・堅[9]（1901年 - 1961年、国文学者）
  - 同妻・米子（1907年 - ?、東京士族、藤平純三の二女[9]）
  - 同長男（1929年 - ）[9]
- 女・まつ子（1909年 - ?）[4]
- 二男・雄一（1912年 - ?）[4][6]
- 三男・甚太郎[4]（1913年 - ?、エヌエスケートリントン社長[17]）
- 二女（1915年 - ?）[4]
- 三女（1918年 - ?）[4]
- 四女（1919年 - ?）[4]
- 孫

親戚
- 妻の兄・藤平純三（東京府士族、村井銀行常務取締役）